# Hospital St-Jean (Montignac)

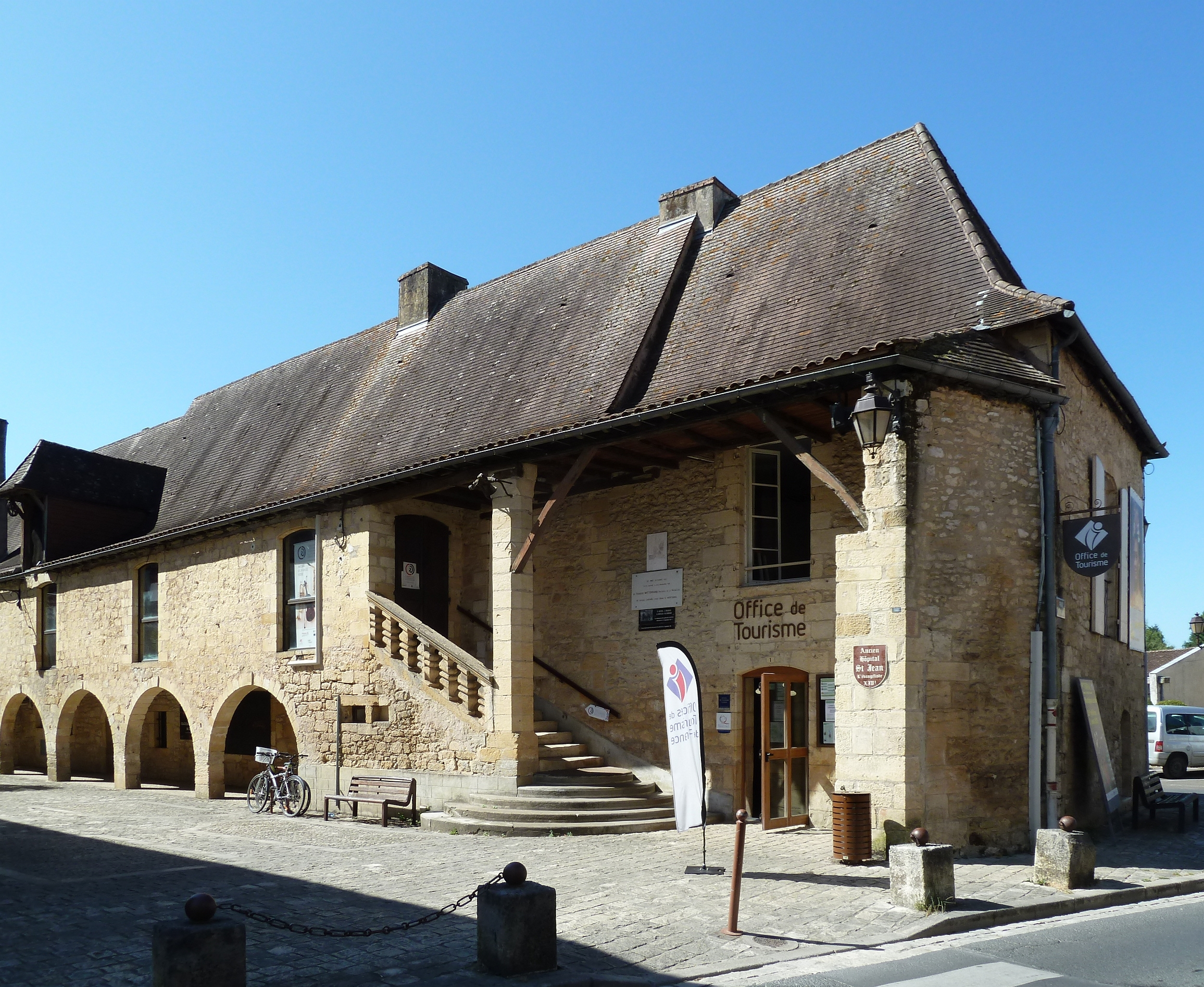
Der Westflügel des ehemaligen Hospitals

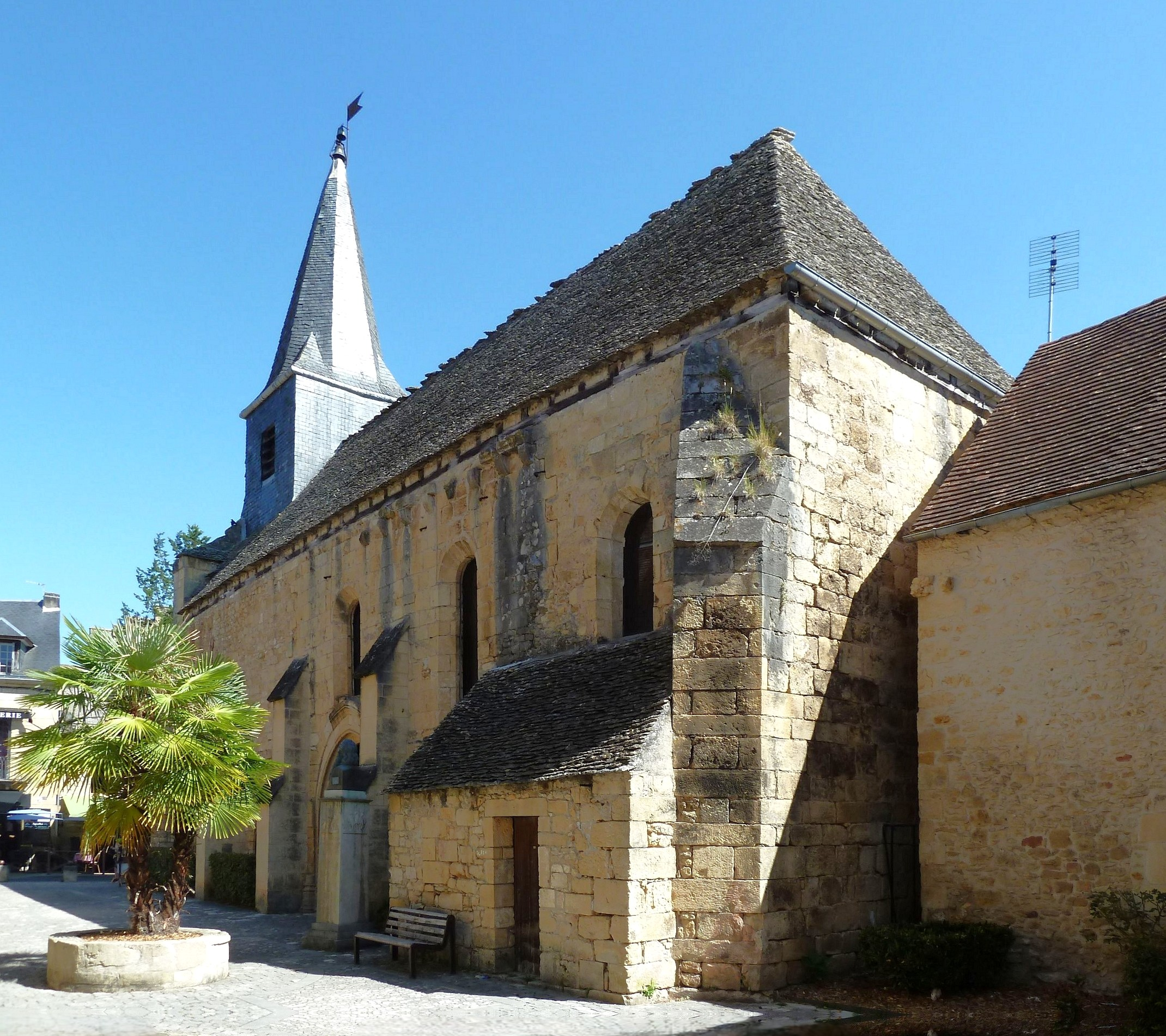
Die Hospitalskapelle St-Jean, später auch bekannt als St-Georges

Das ehemalige Hospital St-Jean (auch: Ancien Prieuré, deutsch Altes Priorat) in der französischen Gemeinde Montignac-Lascaux im Département Dordogne in der Region Nouvelle-Aquitaine wurde ursprünglich im 14. Jahrhundert errichtet. Die Hospitalskapelle ist seit dem Jahr 1925, die übrigen erhaltenen Bauwerke des Areals sind seit 1966 als Monument historique eingestuft. Das Patrozinium der Anlage war Johannes Evangelist.

## Geschichte
Die erste urkundliche Erwähnung der Existenz eines Hospitals, bestehend aus einem Krankenhausgebäude und einer Kapelle, erfolgte im 13. Jahrhundert. Der Standort dieses ersten Hospitals ist unbekannt. Bereits im 14. Jahrhundert wurden im Stil der Gotik ein neues Krankenhausgebäude und eine zugehörige Kapelle als schlichte Saalkirche errichtet, wahrscheinlich an der Stelle des alten Krankenhauses. Dieses Gebäude wurde 1569 von den Protestanten im Vorfeld der Hugenottenkriege niedergebrannt. Im frühen 17. Jahrhundert erfolgte der Wiederaufbau. Im 18. Jahrhundert wurde das Hospital durch das Krankenhaus des damaligen Klarissenklosters von Montignac ersetzt. Das alte Hospitalsbauwerk von St-Jean diente bis zur Französischen Revolution als Armenhaus der Gemeinde, die Kapelle wurde als Pfarrkirche St-Georges genutzt. Das Armenhaus wurde 1791 zunächst geschlossen und im Rahmen des Konkordats von 1801 wieder eröffnet. Nach seiner endgültigen Schließung 1830 wurde es an das Département verkauft und zur Unterbringung der örtlichen Gendarmerie genutzt.
Hospital und Kapelle bilden ein Rechteck, dessen Mitte ein Innenhof bildete, der im 14. Jahrhundert als Kreuzgang genutzt wurde. Die Hauptfassade zum Innenhof weist eine Steintreppe mit Balustern auf, die zu einer Galerie führt, die sich über die gesamte Länge des Gebäudes erstreckt und deren Beginn durch eine hohe Säule markiert wird. Im Erdgeschoss öffnet sich ein überdachter Gang durch sieben Bögen zum Innenhof. Die Kreuzganggalerie aus dem 14. Jahrhundert, die sich wahrscheinlich entlang der Kapelle befunden hat, wurde entfernt.